# Fronteira Chade–Nigéria
A fronteira entre o Chade e a Nigéria é definida por 87 km de linha retilínea N-S no meio da área do lago Chade, dentro do qual há pontos comuns, além do Chade e da Nigéria, aos Camarões e ao Níger. A linha divisória vai, de norte para sul, da tríplice fronteira Níger-Chade-Nigéria, até à fronteira tripla sul, Nigéria-Chade-Camarões.
Essa fronteira é considerada como terrestre, pois o lago Chade apresenta grandes variações sazonais, muitas áreas secas, tendo seu volume de água sofrido uma redução de 95% de 1960 a 2005. Hoje tem nível médio de apenas 1,5 m e máximo de 10,5 m.

## História
O Chade conquistou a independência total em agosto de 1960, com a Nigéria também declarando independência em outubro de 1960 e, assim, sua fronteira mútua tornou-se internacional entre dois países independentes. Em uma conferência dos estados da Bacia do Lago Chade realizada em N'Djamena em dezembro de 1962, foi acordado respeitar os limites existentes dentro do lago. Desde então, o tamanho do lago diminuiu drasticamente, e grande parte, senão toda a fronteira Chade-Nigéria agora corre por terra, criando problemas com a gestão e a demarcação  fronteiriça. Em 1983, as disputas entre o Chade e a Nigéria sobre sua fronteira mútua transformaram-se em combates, depois que a Nigéria enviou tropas para a área alegando assédio de pescadores nigerianos por elementos chadianos, resultando na morte de 75 soldados chadianos e nove nigerianos. Nos anos mais recentes, muitos milhares de refugiados cruzaram a fronteira devido à insurgência contínua do Boko Haram no nordeste da Nigéria.